# MiHoYo
miHoYo Co., Ltd. è uno sviluppatore di videogiochi cinese con sede a Shanghai. Fondata nel 2012 da tre studenti della Shanghai Jiao Tong University, dà lavoro a circa 4.000 persone.
La società è l'ideatrice del gioco Genshin Impact, un pluripremiato gioco di ruolo d'azione open world free-to-play pubblicato nel 2020 che ha incassato oltre 3 miliardi di dollari. miHoYo ha anche sviluppato i giochi Houkai Gakuen 2 (noto anche come Guns Girl Z) e Honkai Impact 3rd, oltre ad aver creato la piattaforma HoYoLAB, dedicata alla discussione dei suoi prodotti.
Mihoyo opera anche con altre due società: Shanghai miHoYo Phantom Iron Technology Company Limited, che gestisce i loro siti web, la pubblicità, la pubblicazione, le licenze, ecc. e Shanghai miHoYo Schicksal Technology Company Limited. Entrambe le società sono referenti del gioco Honkai Impact 3rd. La società Cognosphere Pte. Ltd., che ha sede a Singapore e opera con il nome HoYoverse, gestisce tutte le operazioni globali di miHoYo al di fuori della Cina dal 15 febbraio 2022.
L'effettivo presidente di miHoYo è Cai Haoyu, il direttore e CEO è Liu Wei e il vicepresidente è Luo Yuhao.

## Storia
L'azienda è stata fondata nel 2012 da tre studenti della Università Jiao Tong di Shanghai, che insieme hanno deciso di sviluppare giochi basati sulla loro passione per gli anime. Un anno prima, gli studenti avevano sviluppato FlyMe2TheMoon, un videogioco side-scroller per iOS contenente 60 livelli.
Nel febbraio 2012, i tre studenti e un altro compagno di classe, Jin Zhicheng, hanno finanziato congiuntamente la fondazione di miHoYo; tuttavia, un mese dopo la fondazione dell'azienda, Jin Zhicheng la lasciò a seguito di un'altra offerta di lavoro dall'azienda Cisco.
Il loro primo titolo a riscuotere un discreto successo è stato Guns Girl Z (poi ribattezzato Houkai Gakuen 2), pubblicato nel 2014. Da allora, hanno avuto successo nel rilasciare giochi in stile anime che hanno attratto principalmente i giocatori su piattaforma mobile. La maggior parte dei loro primi titoli ebbe successo in Asia. Tuttavia hanno raggiunto il successo a livello globale solo con la pubblicazione del loro titolo di punta ovvero Honkai Impact 3rd. Dopo diversi anni di sviluppo, miHoYo ha raggiunto un utile netto di 440 milioni di RMB nella prima metà del 2017.
Genshin Impact è stato rilasciato a settembre 2020; ad oggi è il loro titolo di maggior successo, sorpassando Honkai Impact 3rd.
Tears of Themis è stato rilasciato in tutto il mondo nella metà del 2021, anche se già nell'anno precedente era disponibile per il mercato cinese.
Attualmente, l'azionista di controllo e l'effettivo controllore individuato da miHoYo è il presidente Cai Haoyu, che controlla direttamente o indirettamente il 41,72% delle azioni della società. Gli altri due fondatori, Liu Wei e Luo Yuhao, sono rispettivamente il secondo e il terzo maggiore azionista della società e controllano direttamente o indirettamente il 44,78% delle azioni della società.
Il 24 settembre 2021, miHoYo ha ottenuto una promozione ufficiale a comitato del Partito Comunista Cinese.
Nel novembre 2021, miHoYo ha annunciato che stavano aprendo uno studio sussidiario a Montreal. Secondo la società, entro il 2024 lo studio avrebbe ottenuto un incremento dei suoi dipendenti e prevendendo di rilasciare in futuro "un gioco di azione e avventura open world caratterizzato da un gameplay basato sugli sparatutto all'interno di un mondo paranormale".
La società ha annunciato il 13 febbraio 2022 che avrebbe presentato il marchio globale HoYoverse per "creare e offrire un'esperienza immersiva nel mondo virtuale".

## Controversie
Il 24 aprile 2021, la polizia di Shanghai ha arrestato un uomo armato di coltello che aveva pianificato di assassinare i fondatori di miHoYo. Apparentemente l'azione era dovuta ad alcune modifiche apportate al gioco Honkai Impact 3rd.
Questo è stato dopo che miHoYo aveva subito la reazione negativa di alcuni fan cinesi, arrabbiati poiché la versione globale del gioco avesse ricevuto un'esclusiva coniglietta, un video musicale e una storia in-game a tema gioco d'azzardo per il 3º anniversario, come parte di una collaborazione con il duo pop giapponese MYTH & ROID; tutto questo non era stato elargito ai giocatori della versione cinese. miHoYo successivamente si è scusata pubblicamente e ha rimosso il video musicale dal proprio canale YouTube.

## Giochi sviluppati
| Anno | Titolo                        |
| ---- | ----------------------------- |
| 2011 | FlyMe2theMoon                 |
| 2012 | Zombiegal Kawaii              |
| 2014 | Houkai Gakuen 2 (Gun Girls Z) |
| 2016 | Honkai Impact 3rd             |
| 2020 | Tears of Themis               |
| 2020 | Genshin Impact                |
| 2023 | Honkai: Star Rail             |
| 2024 | Zenless Zone Zero             |

## Premi
Genshin Impact è stato il vincitore per il miglior gioco per mobile ed è stato nominato come Best Ongoing ai The Game Awards 2021. Inoltre l'azienda ha ottenuto diversi milioni di dollari dal successo di Genshin Impact, tanto che per mesi è stato il gioco per dispositivi mobili con il maggior incasso a livello globale.